# Chamota

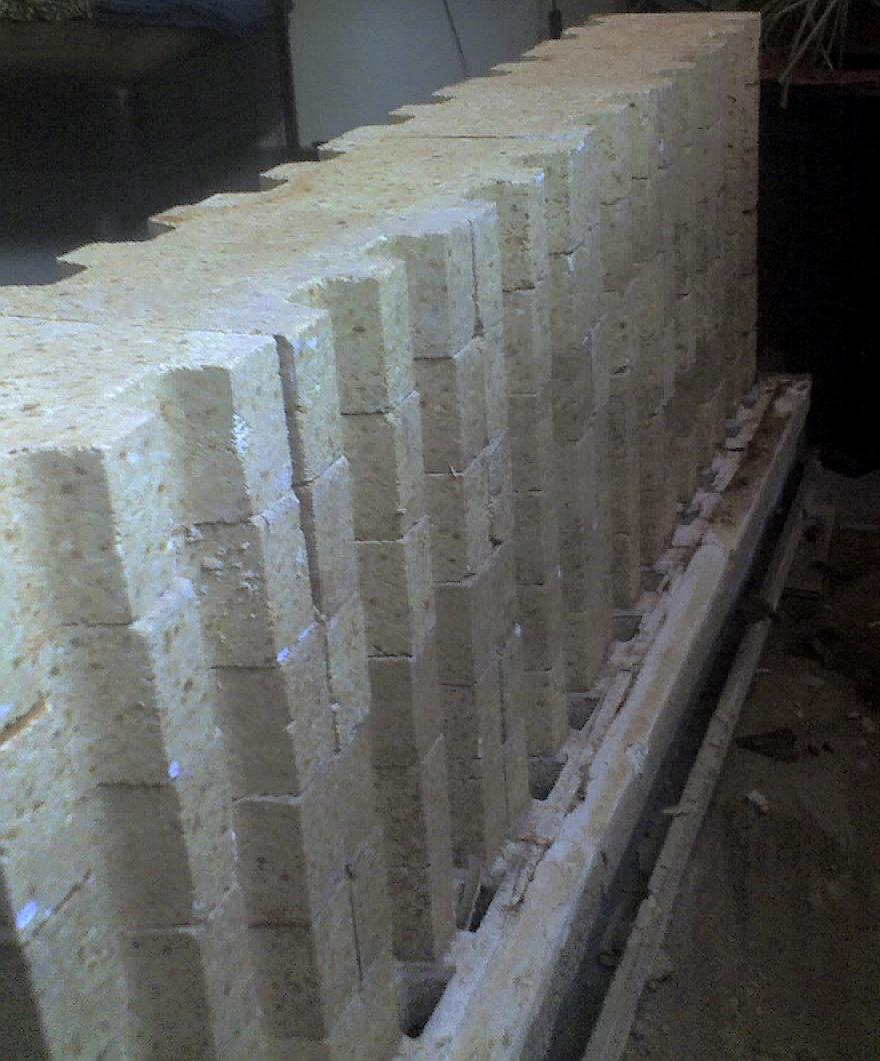
Ladrillos refractarios hechos con chamota.

La chamota es un material granular obtenido de la pulverización de los ladrillos, piedras refractarias, u otro producto cerámico cocido. Tiene un alto porcentaje de sílice y alúmina. También se puede hacer, en altas temperaturas, a partir de arcillas refractarias. Añadiendo chamota en la arcilla mejora la textura, reduce la contracción y evita la formación de grietas durante la cocción.

## Propiedades
La chamota tiene un contenido mínimo de: 40 % de alúmina, un 30 % mínimo de sílice, un 4 % máximo de óxido de hierro (III), un 2 % máximo de óxido de calcio y de óxido de magnesio en total.
Su punto de fusión es de unos 1780 °C. Absorbe un máximo del 7 % de agua.

## Aplicaciones
La chamota se utiliza en la fabricación de alfarería o cerámica y en escultura, para obtener una textura rústica. Evita defectos como el agrietado y la laminación. Añade resistencia a la cerámica.
Cuanto más finas sean las partículas de la chamota, más estrechamente se unen con la arcilla y más denso y fuerte será el producto cocido final.
Otros usos para la chamota es en el procesamiento del varistor un metal óxido de OZn.

## En arqueología
En arqueología se llama chamota a la cerámica que se encuentra desmenuzada.